# Халски инцидент
Халски инцидент или Инцидент на Догер Бенку се догодио када је Руска балтичка флота грешком заменила британске рибарске бродове из градића Хал за снаге Јапанске империјалне флоте. Руси су напали британске морнаре у ноћи између 21. октобра и 22. октобра 1904. У нападу је погинуло троје британских морнара, а велик број их је рањен. Свештеник на руском броду ухваћен у унакрсној паљби је такође убијен. Овај инцидент је умало довео до рата између Уједињеног Краљевства и Русије, али је решен дипломатским путем.

## Инцидент
Када је требало да руска Друга тихоокеанска ескадра из Балтичког мора крене ка Тихом океану, крајем септембра 1904. године, и руској влади и ескадри су пристизала обавештења о јапанским намерама да се ескадри нанесу губици још током марша ка ратишту. Под утицајем тих недовољно проверених обавештења, штаб ескадре је предузео разне мере обезбеђења; за марш кроз Северно море ескадра је била подељена у више ешалона, а посаде су стављене у борбену приправност. Када се увече 21. октобра последњи ешалон бојних бродова под командом вицеадмирала Зиновјева Петровича Рожденственског, приближио Догер Бенку (енг. Dogger Bank), адмиралски брод руске флоте бојни брод „Кнез Суворов“ (рус. Кньаз Суворов), примио је радио-поруку заосталог брода - радио-станице „Камчатка“ да је нападнут од торпедних чамаца. Због форме поруке у штабу ескадре се сматрало да не потичу од руског брода, па је приправнос пооштрена. У 00:55 часова 22. октобра, управо када се ешалон у коме је био адмиралски брод приближио халској рибарској флотили која је повлачила своје мреже са упаљеним светлима прописаним за рибарске бродове, извиђачима на бојном броду „Кнез Суворов“ се причинило да су позади рибарских бродова, десно од руских, неки замрачени бродови. Осветливши их рефлекторима, Русима се причинило да су торпедни чамци, те су на њих отворили ватру. Уверивши се, међутим да гађају рибарске бродове, прекинули су паљбу. У том тренутку руски бродови су били осветљени рефлекторима са леве стране па су послужиоци артиљерије са леве стране на своју руку отворили ватру у правцу рефлектора и обуставили их тек када су из правца гађања распознали руске сигнале распознавања.
Током паљбе која је трајала око 10 до 12 минута, био је потопљен бритаснки рибарски брод „Крејн“ (енг. Crane), а оштећено је неколико других; било је два мртва и шест рањених рибара. Са неколико граната била је погођена и руска крстарица Аурора. Прекинувши паљбу, руски бродови су наставили марш.
Ова паљба на британске рибарске бродове, назван „Халски инцидент“, изазавала је огромно негодовање и протесте у Уједињеном Краљевству и умало није довела до рата са Русијом. До крајности раздражено британско јавно мнење захтевало је сатисфакцију од Русије, подразумевајући ту и враћање ескадре у Балтичко море као и извођење вицеадмирла Рожденственског и осталих учесника инцидента пред суд. Британска флота је била мобилисана а руска ескадра је праћена крстарицама. С обзиром на тврдње руске владе да су иза рибарских бродова ипак били торпедни чамци и да руски официри нису криви за инцидент, постигнут је, посредништвом Француске, 25. новембра у Санкт Петербургу, споразум између Уједињеног Краљевства и Русије, којим је решавање Халског инцидента било поверено међународној анкетној комисији са задатком да објави не само спорене чињенице, но и да изнесе своје мишљење о одговорности за инцидент и о степену те одговорности. Комисија, у чијем саставу су били – по један амерички, британски, француски и руски адмирал, под представништвом аустроугарског адмирала Хермана Шпауна – заседала је у Паризу од 22. децембра 1904. године до 25. фебруара 1905. године. Једногласно је било утврђено да рибарски бродови иза Хала нису починили никакав непријатељски акт, а већином гласова да никаквих торпедних чамаца није могло бити у близини, да је вицеадмирал Рожденственски крив за отварање ватре, да његов поступак јесте неоправдан али да није ни такав да би дискредитовао војничке врлине и хуманост њега или његових потчињених.
На основу овог мишљења комисије Велика Британија није више могла да инсистира на кажњавању вицеадмирала Рожденственског, па је спор био решен тако што је Русија платила Великој Британији 65.000 фунти као одштету.
У пракси и теорији међународног права Халски инцидент је познат као први пример мирног решавања спорова посредништвом – медијацијом и анкетном комисијом, у смислу тачке девет конвенције прихваћене на Првој хашкој мировној конференцији 1899. г.